# Крейсерский танк
Крейсерский танк (англ. cruiser tank), также известный как кавалерийский танк (англ. cavalry tank) или быстрый танк (англ. fast tank) — танк с лёгкой бронёй и небольшими орудиями, созданный для быстрого проникновения в тыл противника и нанесения урона противнику путём неожиданных атак.

## Общие сведения

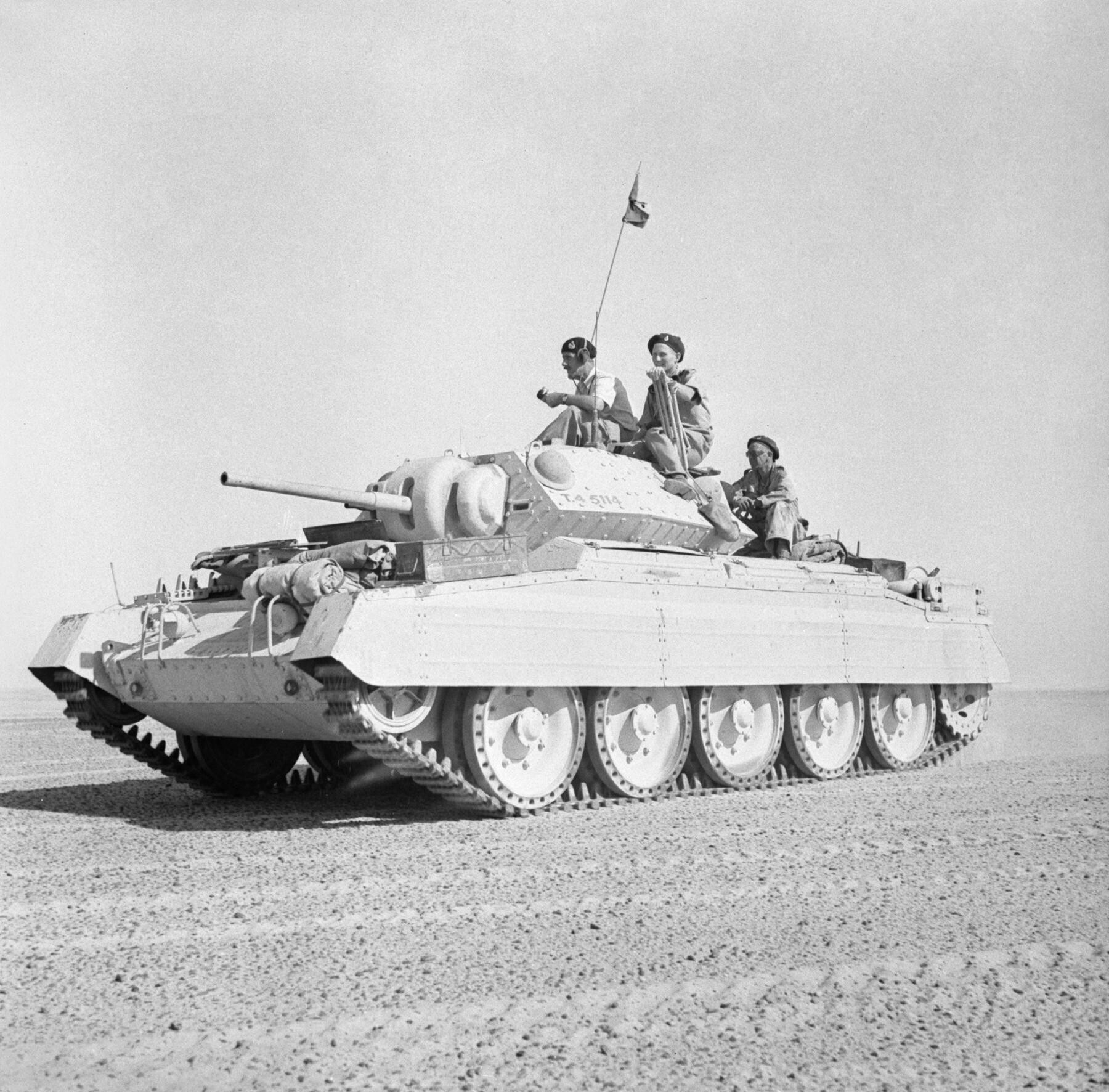
Крейсерский танк «Крусейдер» в пустыне, 1942 год.

Крейсерский танк стал представителем британской концепции танка межвоенного периода (от Первой до Второй мировой войны). Недовольство экспериментами со средними и тяжёлыми танками середины 1930-х годов привело к развитию специализированных быстрых, легко бронированных танков. Британская теория операций с участием бронированной техники предполагала создание двух типов танков — крейсерских, которые использовались в бронированных полках и дивизиях (примером может служить Королевский танковый полк), и пехотных, входящих в состав батальонов.
Как и морские крейсеры, крейсерские танки должны быть быстрыми и мобильными в военных операциях, независимыми от медленного перемещения пехоты с артиллерией. Недаром другое их название — кавалерийские — было связано с обычной кавалерией, которая быстротой своих действий достигала поставленных задач. Для этого было лёгкая броня и вооружение (пушка), чтобы иметь небольшой вес. Соответственно, не было необходимости в мощном, тяжелом двигателе. Но тогда они становились легкоуязвимыми уже для средних танков Германии.
Другим недостатком большинства крейсерских танков был малый калибр пушки. Первые крейсеры были вооружены 40-мм пушкой QF 2 pounder. Этого не всегда хватало для пробития брони танков противника. Позже они были оснащены 57-мм пушкой QF 6 pounder, а спустя некоторое время 75-мм пушкой Ordnance QF. Таким стал британский средний крейсерский танк «Кромвель», обладающий двигателем, развивающим максимальную скорость около 40 миль в час (64 км/ч) по дорогам.
Следующей машиной в линейке британских крейсерских танков «Комета» — танк с укороченной 76-мм пушкой QF 17 pounder, поступивший на вооружение в конце Второй мировой войны. По иронии судьбы, несмотря на упор на высокую мобильность, большинство крейсерских танков страдали от механической ненадежности, что наиболее заметно было по танку «Крусейдер» в горячих пустынях Северной Африки. Эта проблема была вызвана недостаточной проверкой конструкции танков при испытаниях.
По советской классификации крейсерские танки можно было бы отнести к лёгким и средним танкам, например танки серии БТ — БТ-2, БТ-5, БТ-7 и так далее. В Германии к таким танкам относятся танки PzKpfw III.

## История

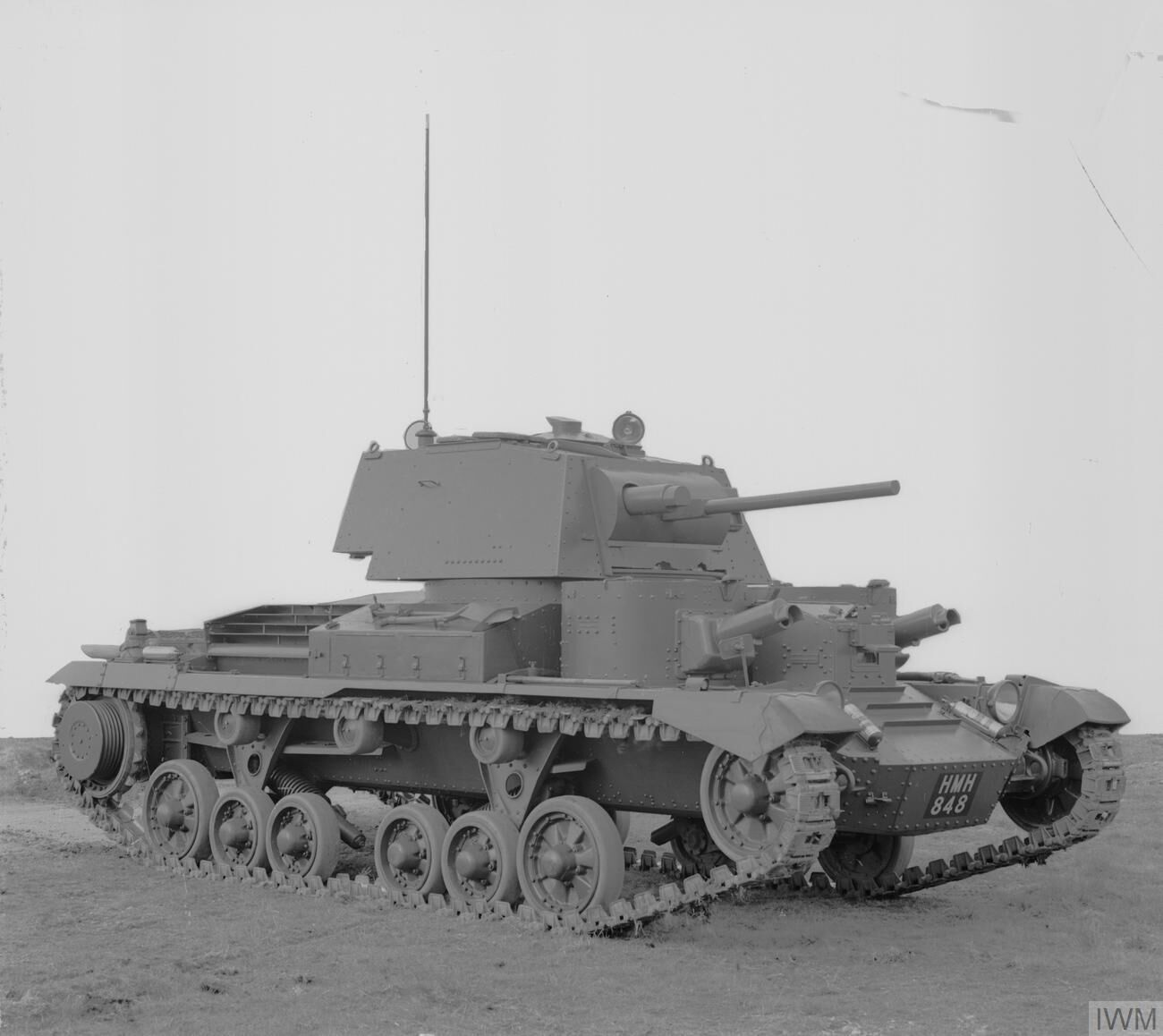
Крейсерский танк Mk I

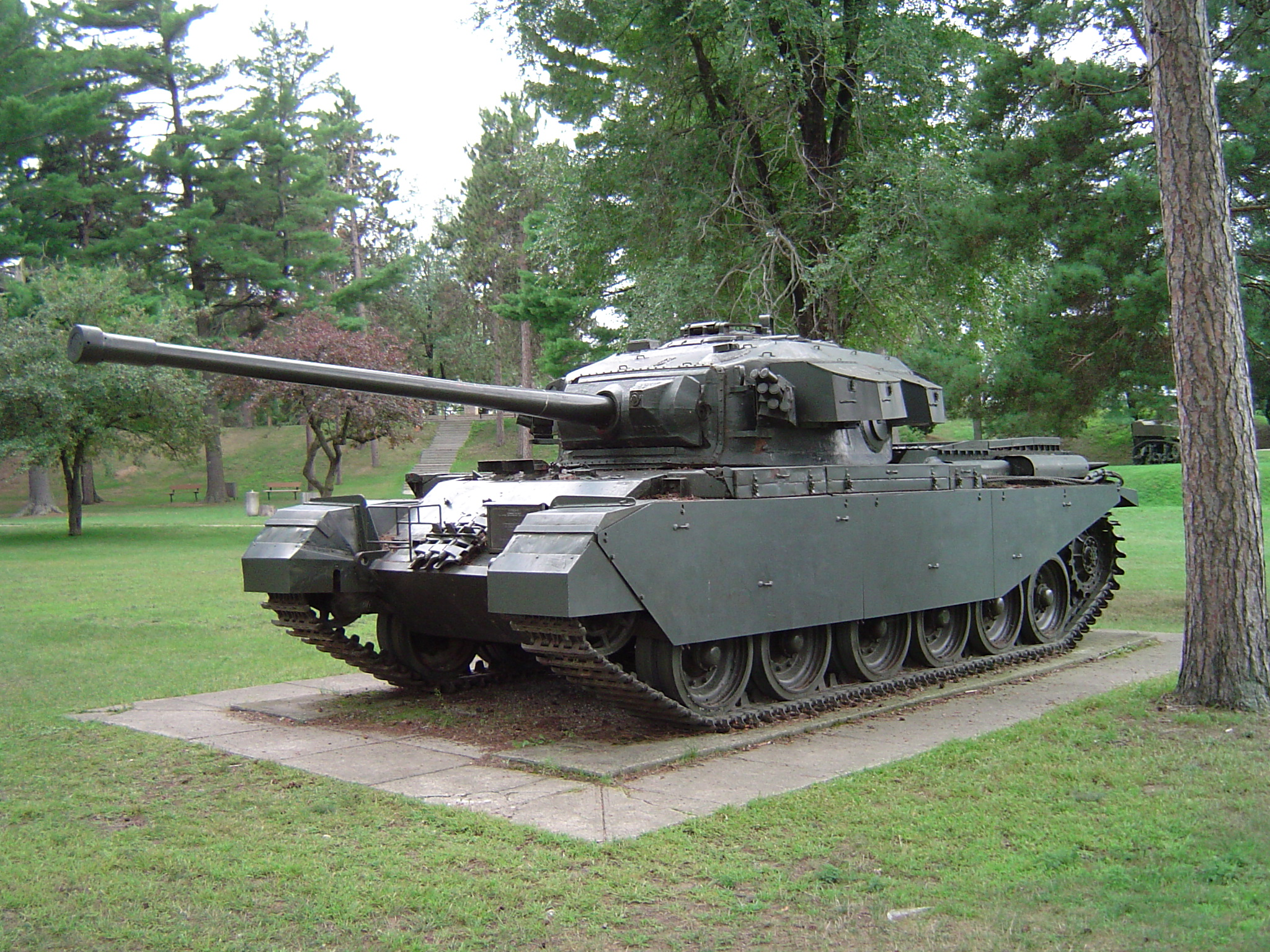
Тяжелый крейсерский танк «Центурион»

В 1936 году британский военный кабинет принял решение создавать два вида танковой техники — тяжелый танк для тесного взаимодействия с пехотой во время наступления и обороны, и мобильный крейсерский танк (на замену среднего) для быстрого перемещения по вражеской территории.
В 1934 году конструктор сэр Джон Карден из компании Vickers-Armstrongs представил новый средний танк А9, используя элементы танка Mark III (проект был заброшен из-за финансовых причин). Этот вариант был легче и использовал коммерческий двигатель, что удешевляло его производство. Он был принят в качестве временного варианта и ограниченно выпускался под именем Mk I. С 1937 по 1938 годы было построено 125 танков. Mk I имел легкую броню, достигал скорость 40 км/ч и имел 40-мм пушку QF 2 pounder.
Крейсерский танк Mk II (А10) также был разработан Карденом. Был создан практически в предыдущем дизайне с добавлением 30-мм брони и назывался тяжёлым крейсерским танком (heavy cruiser). Танк был запущен в производство в июле 1938 года. Имел прежнюю пушку, но дополнительно был оборудован пулемётом BESA. К сентябрю 1940 года было выпущено 175 таких танков. Оба танка имели подвеску Кристи.
Следующим крейсерским танком стал Mk III (А13), который использовал подвеску Наффилда компании Nuffield Mechanizations and Aero. Он имел несколько прототипов (E1, E2 и E3) и запущен в производство — к середине 1939 года было выпущено 65 машин. Mk III весил 14,2 тонны, имел экипаж из 4 человек, двигатель мощностью 340 л.с., который обеспечивал максимальную скорость 48 км/ч. На вооружении были 40-мм пушка QF 2 pounder и пулемет. Его версия Mk IV имела более тяжелую броню и производилась в 1938 году.
4 апреля 1939 года был образован Королевский бронетанковый корпус Британской армии после объединения Королевского танкового полка и механизированных кавалерийских полков британской армии. Бронетанковые полки этого корпуса, входившие в состав бронетанковых дивизий, были оснащены именно крейсерскими танками.
В первые годы Второй мировой войны крейсерские танки были весьма распространены и впервые принимали участие в боевых действиях в середине 1941 года во время военной кампании в Ливийской пустыне. Хорошо показал себя танк «Ковенантер» (Mk V), а также «Кавалер» (Mk VII) и «Кромвель» (Mk VIII), которые использовались во время Нормандской операции.
В конце войны на вооружение поступил крейсерский танк «Комета» с 76-мм пушкой QF 17 pounder. К этому времени по огневой мощи и бронезащите крейсерские танки стали мало отличаться от средних танков. Также они получили более мощные двигатели и лучшую подвеску. Следующим был создан тяжёлый крейсерский танк «Центурион» (A41), который уже считался средним танком и по западной классификации относился к основным боевым танкам первого поколения. Таким образом «Центурион» стал первым британским основным боевым танком.